# Guilhem Pellegrin
Guilhem Pellegrin est un comédien et metteur en scène français né à Montpellier, le 24 novembre 1949.
Il a joué dans de nombreuses pièces, dont Prends bien garde aux zeppelins de Didier Flamand à l'Opéra-Comique en 1981. En 1990, il a écrit une étonnante adaptation de la pièce de théâtre d'Alfred Jarry appartenant au cycle d'Ubu, qui fut jouée à Paris au théâtre du Palais-Royal. L'unité de lieu de cette pièce est annoncée par Jarry lui-même : « L’action se passe en Pologne, c’est-à-dire nulle part ». Guilhem Pellegrin et Babette Masson (le père et la mère Ubu) animent les autres personnages, convives, soldats, généraux, membres de la cour, conspirateurs… à la fois éléments du banquet et marionnettes faits de fruits et légumes. L'originalité de la mise en scène valut à la pièce un succès immédiat et une tournée sur plusieurs continents.
En 1994, il joua dans Fausse adresse, mise en scène par Pierre Santini (trois nominations aux Molière 1995). En 1998, il incarna le majordome du facétieux Sir Harcourt Courtly alias Robert Hirsch dans Le Bel Air de Londres. En 2000 il fut dirigé par Jeanne Moreau, au Palais de Chaillot, dans sa première mise en scène intitulée Un trait de l'esprit : dans le huis clos d'une chambre d'hôpital, il est le cancérologue animé d'une froide rigueur face à la maladie funeste et révoltante de sa patiente (interprétée par Ludmila Mikaël).
En 2004, au côté de Catherine Rich et Pierre Mondy, c'est dans un registre plus léger qu'il interpréta un député mafieux dans une pièce qui dénonce la corruption du milieu politique italien : Senateur Fox. En 2006, il interpréta un inspecteur de l'Union européenne dans une comédie proche du surréalisme intitulée Vive Bouchon. Son interprétation, allant de l'humour à l'émotion, lui valut une nomination pour le prix Raimu.

## Théâtre
- 1976 : La Liberté ou la Mort de Claude Alranq, mise en scène de l'auteur, cloître des Carmes-Festival d'Avignon - le comte
- 1978/79 : La Fille d'Occitania de Claude Alranq, mise en scène de l'auteur, Festival d'Avignon - Toti-Moti
- 1979 : Le Miroir des jours mise en scène Jacques Nichet, théâtre de l'Aquarium
- 1980 : La Matiouette de Jacques Nolot, théâtre du Lucernaire
- 1981 : Prends bien garde aux zeppelins de Didier Flamand, Opéra-Comique
- 1982 : La Manufacture de Didier Flamand
- 1984-1985 : L'Enclave des papes de Vincenzo Cerami, mise en scène Jean-Claude Penchenat, collégiale Notre-Dame de Villeneuve-lès-Avignon, théâtre du Campagnol
- 1986 : Vautrin Balzac mise en scène Jean-Claude Penchenat théâtre du Campagnol et les Aventures du baron de Faeneste, théâtre du Campagnol
- 1987 : Le Fils mise en scène F. Rancillac (prix du Printemps du Théâtre) La Cigale
- 1988 : L'Empereur panique adaptation Guilhem Pellegrin et Abraham et Samuel mise en scène A. Consigny B. Masson, théâtre du Chien qui fume (Avignon)
- 1989 : L'Ivrogne dans la brousse mise en scène G. Zaeppfel, théâtre du Chien qui fume (Avignon)
- 1990 : Ubu de et avec Babette Masson et (Adaptation pour deux comédiens) Guilhem Pellegrin NADA Théâtre
- 1993 : Ubu d'après Alfred Jarry, adaptation Guilhem Pellegrin, mise en scène Jean-Louis Heckel, reprise au théâtre du Palais-Royal
- 1993 : Silence en coulisses ! de Michael Frayn, mise en scène Jean-Luc Moreau, théâtre du Palais-Royal
- 1994 : Fausse adresse de Luigi Lunari, mise en scène Pierre Santini, théâtre La Bruyère, tournée, au théâtre La Criée.
- 1996 : Le Comédien de Sacha Guitry, mise en scène Annick Blancheteau, théâtre des Nouveautés
- 1996-1997 : Court-court circuit mise en scène Stéphan Meldegg
- 1997 : Panier de crabes de Neil Simon, mise en scène Jacques Rosny, théâtre Saint-Georges
- 1998 : Le Bel Air de Londres de Dion Boucicault, mise en scène Adrian Brine, théâtre de la Porte-Saint-Martin
- 2000 : Un trait de l'esprit de Margaret Edson, mise en scène Jeanne Moreau, théâtre Vidy-Lausanne
- 2000 : Envers et contre soi de Ben Brown, mise en scène Daniel Roussel, Petit Théâtre de Paris
- 2000 : Un trait de l'esprit de Margaret Edson, mise en scène Jeanne Moreau, théâtre de Chaillot
- 2003 : À chacun sa vérité de Luigi Pirandello, mise en scène Bernard Murat, Centre national de création d'Orléans, théâtre Antoine
- 2004 : Le Sénateur Fox de Luigi Lunari, mise en scène Jean-Luc Tardieu, théâtre de la Porte-Saint-Martin
- 2006-2007 : Vive Bouchon !  de Jean Dell et Gérald Sibleyras, mise en scène Jean-Luc Moreau, théâtre Michel
- 2009 : La serva amorosa de Carlo Goldoni, mise en scène Christophe Lidon, théâtre Hébertot
- 2011 : Lady Oscar de Guillaume Mélanie, adaptation d'après Oscar de Claude Magnier, mise en scène Éric Civanyan, théâtre de la Renaissance
- 2017 : C'est encore mieux l'après-midi de Ray Cooney, adaptation Jean Poiret, mise en scène José Paul, théâtre Hébertot
- 2022 - 2023 : Berlin Berlin de Patrick Haudecœur et Gérald Sibleyras, mise en scène José Paul, Théâtre Fontaine, tournée

## Filmographie sélective
- 1980 : La Fin du marquisat d'Aurel Réal. Guy Lessertisseur : M. de Carnavet
- 1995 : Les Allumettes suédoises Réal. Jacques Ertaud
- 1997 : Les Cordier, juge et flic - épisode :  L'œil du cyclope  Réal. Jean-Pierre Vergne : Nora
- 1998 : Qui mange qui ? de Dominique Tabuteau : Le maître d'hôtel
- 1998 : Maximum vital Réal. François Rossini : Professeur Girod
- 1998 : Maternité Réals. Arnaud Sélignac, D. Albert, J.D. Robert
- 1999 : Julie Lescaut - épisode : Une nouvelle vie, Réal. Daniel Janneau
- 1999 : La Tramontane - (2 épisodes) Réal. Henri Helman : L'huissier
- 1999 : R.I.S Police scientifique - épisode : Faute de goût  Réal. Christophe Douchand
- 1999 : Doggy Bag Réal. Frédéric Comtet : Hershel
- 2000 : B.R.I.G.A.D. - épisode : Le stratagème chinois  Réal. Marc Angelo :  Le président de la cour
- 2000 : Les Misérables, Réal. Josée Dayan : Le médecin Plumet
- 2001 : La Crim' (saison 4) Réal. Denis Amar
- 2001 : Les Ex font la loi  - épisodes : Erreur de jugement  Réal. Philippe Triboit
- 2001 : Cet amour-là Réal. Josée Dayan
- 2001 : La Boîte Réal. Claude Zidi
- 2002 : L'Été rouge Réal. Gérard Marx - 5 épisodes : Procureur Gauthier
- 2003 : Avocats et Associés – épisode : Le baptême du feu Réal. Philippe Triboit : Étienne Gardon
- 2003 : Alerte Danger Immédiat - épisode : Les enragés Réal. Olivier Chavarot
- 2003 : Commissaire Moulin - épisode : Sale bizness :  Le rédacteur en chef
- 2003 : Les Cordier, juge et flic - épisode : Mort d'un avocat  Réal. Jean-Pierre Vergne : Maître Rocher
- 2003 : Les Cordier, juge et flic - épisode : L'Œil du cyclope Réal. Paul Planchon
- 2004 : San Antonio Réal. Frédéric Auburtin : Le secrétaire de l'Élysée
- 2004 : Le Grand Patron - épisode : Édition spéciale  Réal. Christian Bonnet
- 2004 : Dans la tête du tueur téléfilm, réal. Claude Michel Rome : Conseiller Cassation
- 2005 : Alex Santana, négociateur - épisode : L'Affaire Bordier Réal. Denis Amar
- 2006 : René Bousquet ou le Grand Arrangement Réal. Laurent Heynemann
- 2008 : L'Instinct de mort de Jean-François Richet : Le notaire
- 2009 : La Guerre des saintes Réal. Giordano Gederlini
- 2013 : Attila Marcel de Sylvain Chomet : M. Chassepot de Pissy

## Distinctions
- Nomination au Prix Raimu 2006 du Comédien pour Vive Bouchon !